# Aplysina reticulata
Aplysina reticulata är en svampdjursart som beskrevs av Lendenfeld 1889. Aplysina reticulata ingår i släktet Aplysina och familjen Aplysinidae.
Artens utbredningsområde är havet utanför Indien. Inga underarter finns listade i Catalogue of Life.